# اسپرامیسین
اسپرامیسین (به انگلیسی: Esperamicin) با فرمول شیمیایی C60H84N4O22S4 یک ترکیب شیمیایی با شناسه پاب‌کم 6435576 است. که جرم مولی آن ۱۳۴۱٫۵۸ گرم بر مول می‌باشد. 